# Tylecodon scandens
Tylecodon scandens ist eine Pflanzenart der Gattung Tylecodon in der Familie der Dickblattgewächse (Crassulaceae).

## Beschreibung
Tylecodon scandens wächst als kleine und kletternde Pflanze mit einem einzelnen Stamm und wird bis 16 Zentimeter hoch. Der einzelne Stamm wächst aus einer weichen Knolle, deren Fleisch rötlich rosa gefärbt ist und mit einer gräulichen und abschälenden Rinde versehen ist. Die grünen und in Zick-Zack-Form gebogenen Triebe werden später schwärzlich und erreichen einen Durchmesser von 1,5 Millimeter. An den Trieben werden zurückgebogenen und gestutzte, 5 bis 10 Millimeter lange Phyllopodien ausgebildet, welche an der Oberseite gefurcht sind und 1,5 Millimeter Durchmesser erreichen und die gleiche Textur wie die Triebe besitzen. An den Trieben werden gedrückt-ausgebreitete Haare ausgebildet, die später vergehen.
Die dorsiventral zusammengedrückten und dicht mit keuligen Haaren besetzten Blätter werden 6 bis 8 Millimeter lang und erreichen einen Durchmesser von 4 bis 6 Millimeter. Sie sind auf der Oberseite gefurcht und die Spreite ist schmal elliptisch bis verkehr eiförmig.
Der Blütenstand besteht aus bis zu 8 Zentimeter hohen Thyrsen, die ein einzelnes Monochasien tragen, an denen die 1 bis 3 bogenförmig aufsteigenden Einzelblüten stehen. Der Blütenstiel wird bis 3 Zentimeter lang. Die grüne und eiförmige, mit keuligen und drüsigen Haaren besetzte Blütenkrone wird bis 10 Millimeter lang und hat an der Basis einen Durchmesser von 4 Millimeter. Sie verengt sich auf 3 Millimeter und hat am Schlund wieder einen Durchmesser von 4 Millimeter. Die grünlichen Zipfel sind mit rötlichen Streifen versehen. Die gelben und länglichen Nektarschüppchen sind aufrecht und ausgerandet und werden 1,5 Millimeter lang und 0,5 Millimeter breit.

## Systematik und Verbreitung
Tylecodon scandens ist in Südafrika in der Provinz Westkap in der Sukkulenten-Karoo verbreitet. Die Erstbeschreibung erfolgte 1995 durch Ernst Jacobus van Jaarsveld.